# 星野直树
星野直樹（ほしの なおき，1892年4月10日—1978年5月29日），日本神奈川縣横濱市人，貴族院議員、内閣書記官長。